# Johann Burg (Mediziner)
Johann Burg (auch Johannes Burg, * 13. Juni 1652 in Breslau; † 25. August 1690 ebenda) war ein deutscher Mediziner und Arzt in Breslau.

## Leben
Johann Burg studierte an der Universität in Jena Medizin. Anschließend wirkte er als Arzt in Breslau.
Am 22. Januar 1677 wurde Johann Burg mit dem akademischen Beinamen Mesphe I. unter der Matrikel-Nr. 70 als Mitglied in die Academia Naturae Curiosorum, die heutige Deutsche Akademie der Naturforscher Leopoldina, aufgenommen.
Burg war mit Maria Rosina Vick, der Tochter des evangelischen Theologen Friedrich Viccus verheiratet. Der Theologe Johann Friedrich Burg (1689–1766) war sein Sohn.